# Paramphiporus albimarginatus
Paramphiporus albimarginatus är en djurart som tillhör fylumet slemmaskar, och som beskrevs av Kirsteuer 1965. Paramphiporus albimarginatus ingår i släktet Paramphiporus och familjen Amphiporidae. Inga underarter finns listade i Catalogue of Life.